# Springe
Springe est une ville allemande de Basse-Saxe, située à une vingtaine de kilomètres au sud-ouest de Hanovre.

## Histoire
| Appartenances historiques Principauté de Calenberg 1411-1692 Électorat de Brunswick-Lunebourg 1692-1807 Royaume de Westphalie 1807-1813 Royaume de Hanovre 1814-1866 Royaume de Prusse (Province de Hanovre) 1866-1918 République de Weimar 1918-1933 Reich allemand 1933-1945 Allemagne occupée 1945-1949 Allemagne 1949-présent |

## Personnalités liées à la ville
- Rudolf von Bennigsen (1824-1902), homme politique mort à Bennigsen.

## Jumelage
- Niort (France) depuis le 28 avril 1979
- Valbonne (France)